# Melvil Poupaud

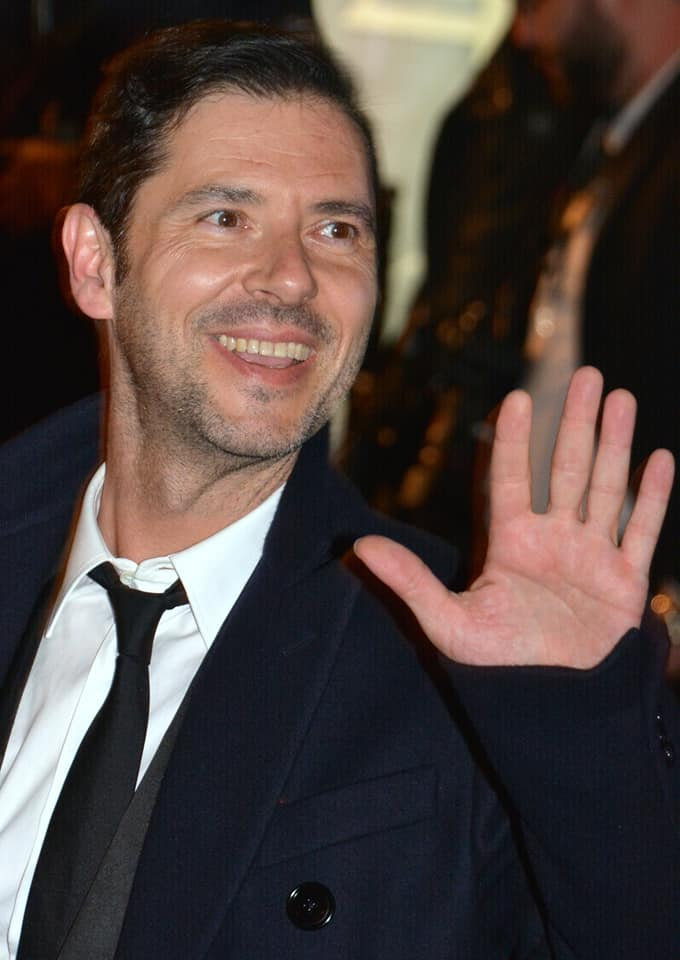
Melvil Poupaud (César 2020)

Melvil Matthias Julien Poupaud (* 26. Januar 1973 in Paris) ist ein französischer Schauspieler, Filmregisseur und Drehbuchautor.

## Leben
Melvil Poupaud ist der Sohn der Filmemacherin Chantal Poupaud. Sein älterer Bruder ist der Musiker Yarol Poupaud und sein Onkel der Regisseur Jacques Richard.
Eine seiner ersten großen Rollen war die des jungen Liebhabers Grégoire in der filmischen Annäherung an Søren Kierkegaards Klassiker Tagebuch eines Verführers von 1995. 1996 spielte Poupaud in Éric Rohmers Melodram Sommer den jungen Gaspard, der sich an einem Strand in der Bretagne zwischen den drei Frauen Lena, Margot und Solène wiederfindet. 1998 wurde er als europäischer Shooting Star ausgezeichnet. 
Neben der Schauspielerei widmet sich Poupaud der Realisierung eigener Filmprojekte wie der Musik.
Von 1990 bis 1992 war er mit der Schauspielerin Chiara Mastroianni liiert. Er war zehn Jahre lang mit der Autorin Georgina Tacou verheiratet, mit der er eine gemeinsame Tochter hat.

## Filmografie (Auswahl)
- 1983: La ville des pirates
- 1986: Richard III
- 1986: Treasure Island
- 1989: Eine Frau mit 15 (La fille de 15 ans)
- 1992: Der Liebhaber (L’amant)
- 1993: Verrückt – Nach Liebe (Les gens normaux n'ont rien d'exceptionnel)
- 1994: Bavardages en sida mineur (Kurzfilm im Rahmen der Reihe 3000 scénarios contre un virus)
- 1995: Elisa (Élisa)
- 1995: Unschuldige Lügen (Innocent Lies)
- 1996: Das Tagebuch des Verführers (Le journal du séducteur)
- 1996: Sommer (Conte d’été)
- 1996: Trois vies & une seule mort
- 1997: Genealogien eines Verbrechens (Généalogies d’un crime)
- 1999: Die wiedergefundene Zeit (Le temps retrouvé)
- 2003: Eine Affäre in Paris (Le divorce)
- 2003: Gefühlsverwirrungen (Les sentiments)
- 2005: Die Zeit die bleibt (Le temps qui reste)
- 2006: Melvil (auch Regisseur und Drehbuchautor)
- 2007: Broken English
- 2007: Un homme perdu, Regie Danielle Arbid
- 2008: Speed Racer
- 2008: The Broken
- 2008: Le crime est notre affaire
- 2009: 44 Inch Chest – Mehr Platz braucht Rache nicht (44 Inch Chest)
- 2009: Lucky Luke
- 2009: Rückkehr ans Meer (Le refuge)
- 2010: Black Heaven (L’autre monde)
- 2010: La Lisière – Am Waldrand (La lisière)
- 2012: Laurence Anyways
- 2012: Lines of Wellington – Sturm über Portugal (Lines of Wellington)
- 2014: Alice und das Meer (Fidelio, l’odyssée d’Alice)
- 2015: By the Sea
- 2015: Gefährliches Spiel (Le grand jeu)
- 2016: Victoria – Männer & andere Missgeschicke (Victoria)
- 2018: Gelobt sei Gott (Grâce à Dieu)
- 2019: Intrige (J’accuse)
- 2020: Sommer 85 (Été 85)
- 2021–2021: UFOs (OVNI(s), Fernsehserie)
- 2021: Im Herzen jung (Les jeunes amants)
- 2022: An einem schönen Morgen (Un beau matin)
- 2022: Bruder und Schwester (Frère et sœur)
- 2023: Jeanne du Barry
- 2023: Coup de chance
- 2024: Marcello Mio

## Auszeichnungen
- 1990: César-Nominierung als bester Nachwuchsdarsteller
- 1994: César-Nominierung als bester Nachwuchsdarsteller
- 1998: Preis der European Film Promotion als Shooting Star des Europäischen Films
- 2006: Preis des Festivals Semana Internacional de Cine de Valladolid als bester Schauspieler
- 2021: Preis der Association des Critiques de Séries als bester Schauspieler in UFOs[1]